# Ilha da Tentação
Ilha da Tentação foi um reality show da TVI transmitido no ano de 2001 e apresentado por Carlos Ribeiro.
Inspirado num original norte-americano, "Temptation Island", o concurso será filmado algures nas Honduras e reunirá quatro casais que, apesar de não estarem casados, são comprometidos. O desafio que este jogo lhes propõe é descobrir se o amor que os une é, de facto, verdadeiro. Uma questão que começa a gerar muitas dúvidas a partir do momento em que são separados uns dos outros e conhecem os 26 solteirões -- 13 homens e 13 mulheres -- com quem vão passar as duas semanas seguintes. Antes dos casais serem separados, as mulheres comprometidas podem, em grupo, excluir uma das mulheres solteiras, que ficará imediatamente fora de jogo. Depois, individualmente, cada uma delas escolhe uma solteira que ficará impedida de se aproximar do marido. O mesmo acontece aos homens, reduzindo assim os riscos de tentação. Nos dias que se seguem, o romance paira no ar. As quatro mulheres comprometidas são convidadas pelos 11 solteiros para vários encontros amorosos, enquanto os respectivos cônjuges tentam resistir à sedução das 11 mulheres. Durante o tempo do concurso, os casais podem encontrar-se em eventos de grupo, mas estão proibidos de trocar quaisquer impressões. Entretanto, os homens/mulheres solteiros vão sendo expulsos, um/a a um/a, de acordo com a votação dos homens/mulheres comprometidos. À medida que o jogo se desenvolve, os comprometidos podem pedir à produção para assistir à gravação dos encontros das respectivas caras-metade. No final, cada comprometido escolhe um dos solteiros que restam para o/a acompanhar num derradeiro encontro romântico e exótico. Depois é altura de se reunirem aos respectivos namorados/as e partilhar as suas experiências com eles, decidindo se o seu amor foi, ou não, imune às tentações.

## Audiências
A Ilha da Tentação estreou, sábado, 29 de junho de 2001 e registou uma audiência média de 10.6% e um share de 39.1%. 